# Monsanto (Centre)
Monsanto (o Monsanto da Beira) és una vila portuguesa que fou seu de la freguesia de Monsanto del municipi d'Idanha-a-Nova, que va pertànyer a l'antiga província de la Beira Baixa i avui dia  integrada a la sub-regió de la Beira Interior Sul de la regió del  Centre, freguesia que tenia 131,95 km² d'àrea i 829 habitants (2011) i, per tant, una densitat de 6,3 hab/km².  Entre altres elements emblemàtics destaquen el castell i muralles de Monsanto, el Pelourinho de Monsanto o l'Aldeia Velha de Monsanto.
La freguesia de Monsanto s'extingí (agregada) el 2013, en l'àmbit d'una reforma administrativa nacional, per a, en conjunt amb la freguesia d'Idanha-a-Velha, formar una nova freguesia  denominada União das Freguesias de Monsanto e Idanha-a-Velha de la qual és la seu.
La població de Monsanto fou elevada a la categoria de vila el 1927.
Fou seu de municipi entre 1174 i 1853. Aquest era constituït per les freguesias de la seu: Aldeia de João Pires, Aldeia do Salvador i Toulões.

## Història

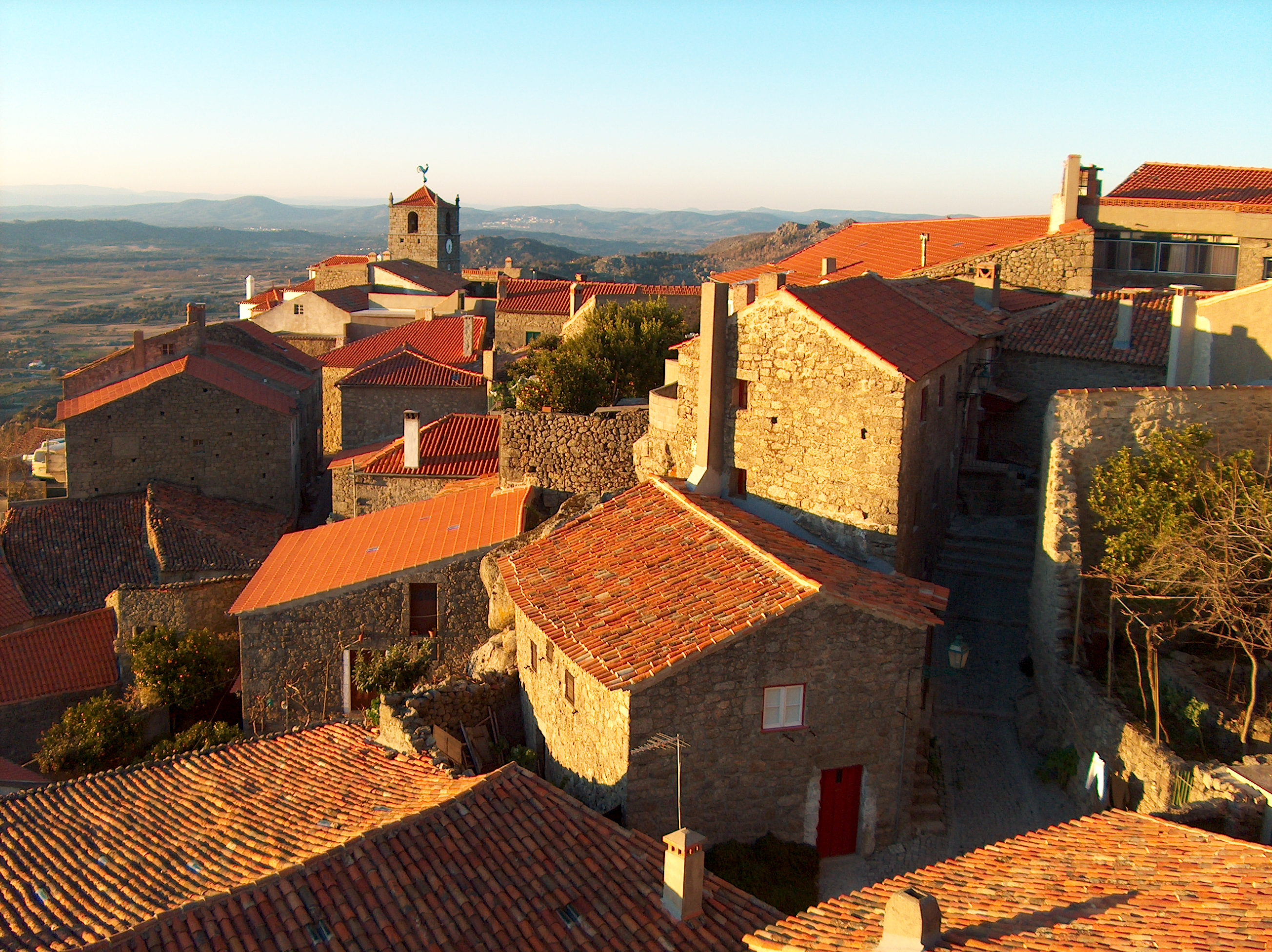
Vista del poble històric amb les seves cases granítiques.

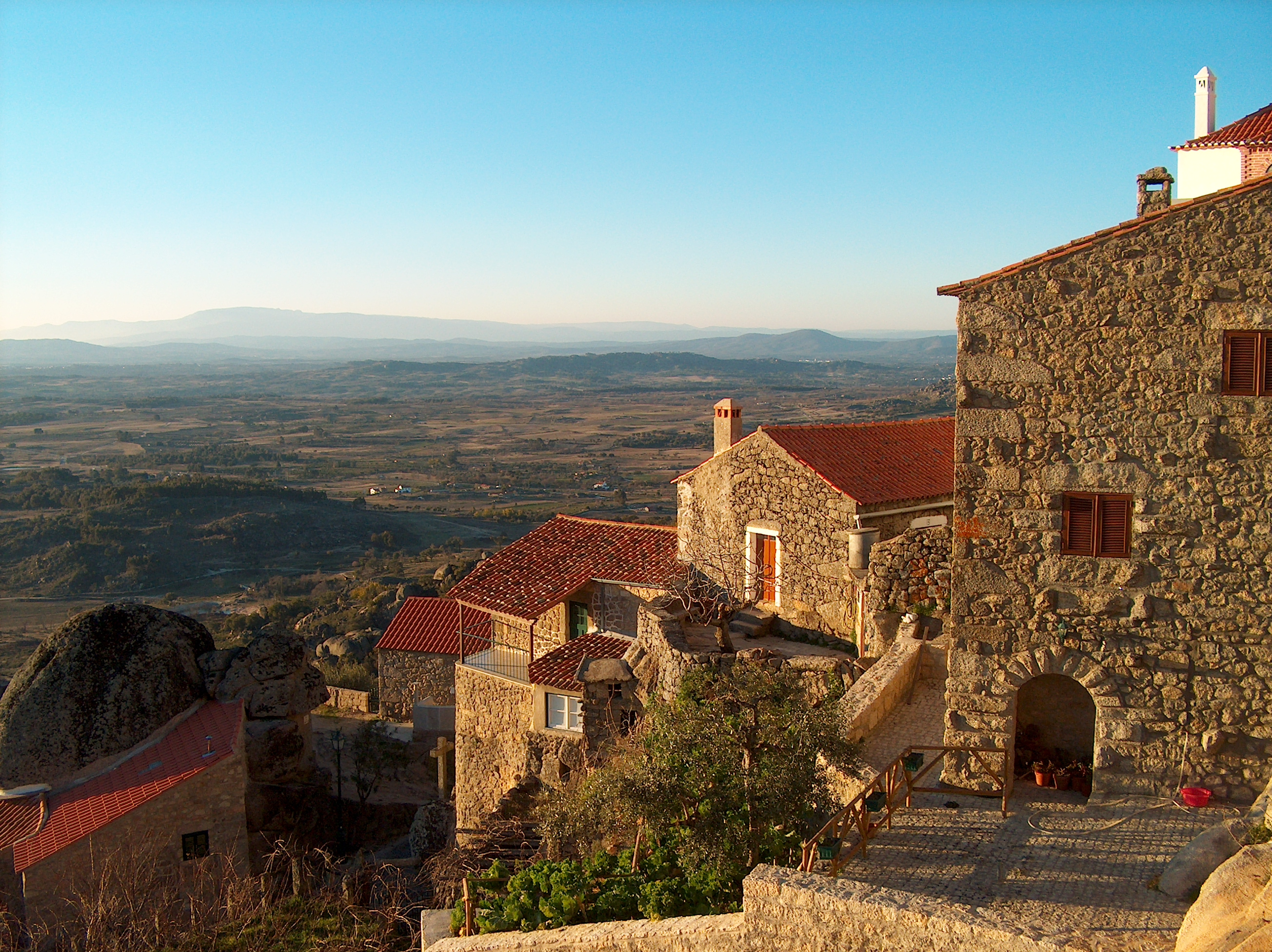
Monsanto i la vista sobre les rodalies del poble històric.

Monsanto s'alça al vessant d'un alt escarpament, anomenat o Pelourinho de Monsanto (Mons Sanctus). Se situa al nord-est de Guarda i s'alça de sobte del mig del camp. Al punt més alt, el seu pic assoleix els 100 metres. La presència humana en aquest lloc data des de l'era de Dom Afonso Henriques. L'arqueologia ha revelat que el lloc va ser habitat pels bàrbars, a la muntanya. També hi ha vestigis del passat visigòtic i àrab. Els moros serien derrotats per Afonso Henriques. El 1165 el lloc de Monsanto fou donat al rei de Portugal que, sota orientacions de Gualdim Pais, va manar construir el Castelo de Monsanto. El rei de Portugal concedí el foral el 1174 i ratificat, successivament, per Sanç I de Portugal (el 1190) i Don Alfons II (el 1217). “El castell de robusta construcció, va ser manat construir per don Gualdim Paes de Marecos, Gran Mestre dels Templers el 1239”
A mitjans del segle XVII, Luis de Haro y Guzmán (ministre de Felip IV), intenta assetjar Monsanto sense èxit. Al segle XVIII el Duc de Berwick torna a intentar rendir la vila per setge, però l'exèrcit portuguès, comandat pel Marquês das Minas, derrota l'invasor en les difícils pujades que s'erigeixen fins i tot al castell. Monsanto va ser seu de concelho en el període 1758-1853. En 1815 un greu accident, provocat per un llamp, destruí el seu castell medieval, per l'explosió del polvorí.
El 1927 la localitat de nou fou elevada a la categoria de vila.
En 1938 guanyà el títol de Aldeia mais portuguesa de Portugal (lit. "aldea més portuguesa de Portugal"), exhibint el Gall de Plata, trofeu de l'autoria d'Abel Pereira da Silva, la rèplica del qual roman fins avui en el cim de la Torre del Rellotge o de Lucano. Una mica pertot arreu, s'hi posaren rèpliques del Gall de Plata, com a les esglésies, torres o altres monuments arreu del país.
Recentment fou escollida com un dels escenaris de rodatge de "House of the Dragon", la preqüela de la famosa sèrie "Game of Thrones".

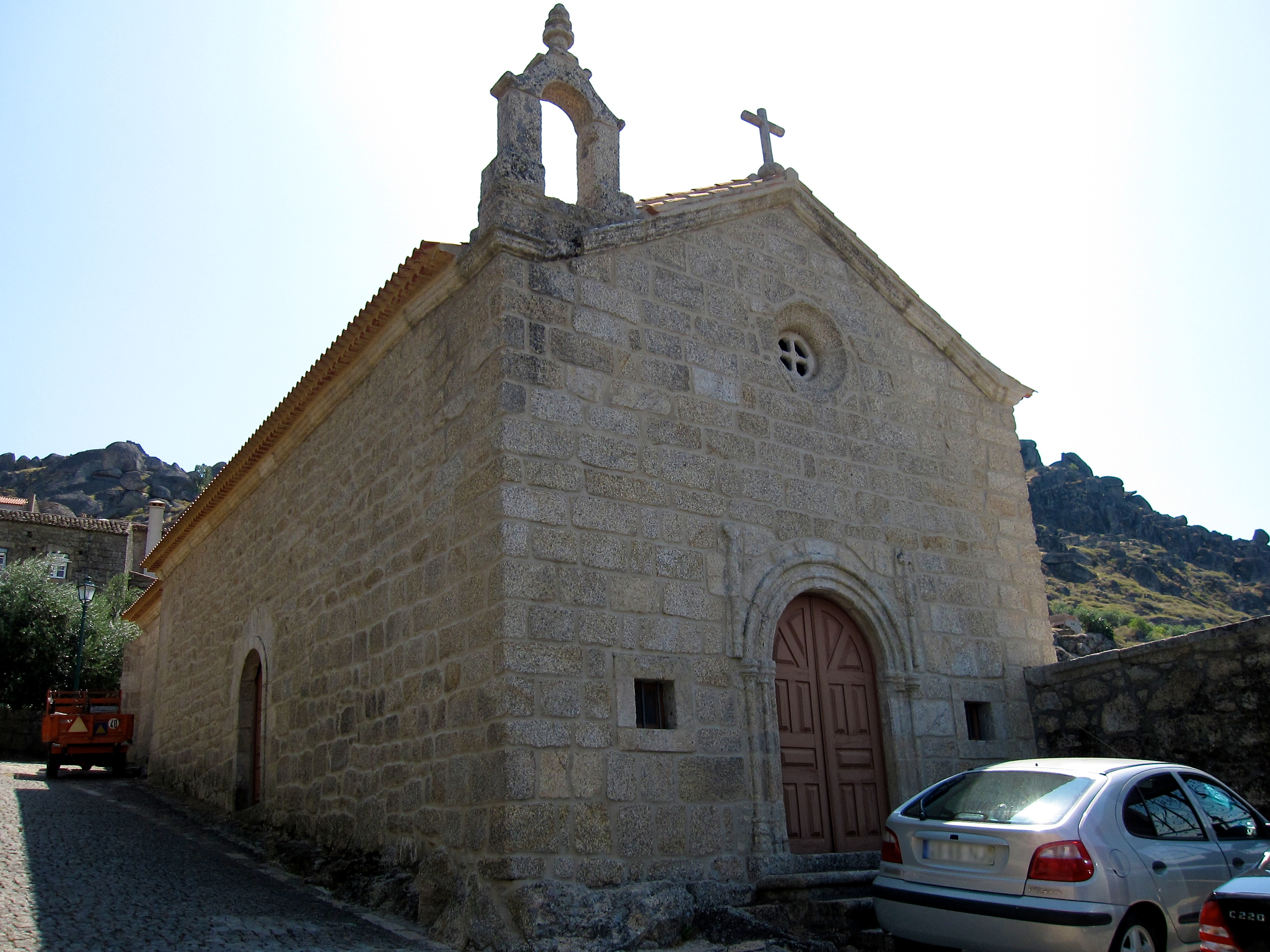
Capella de San António
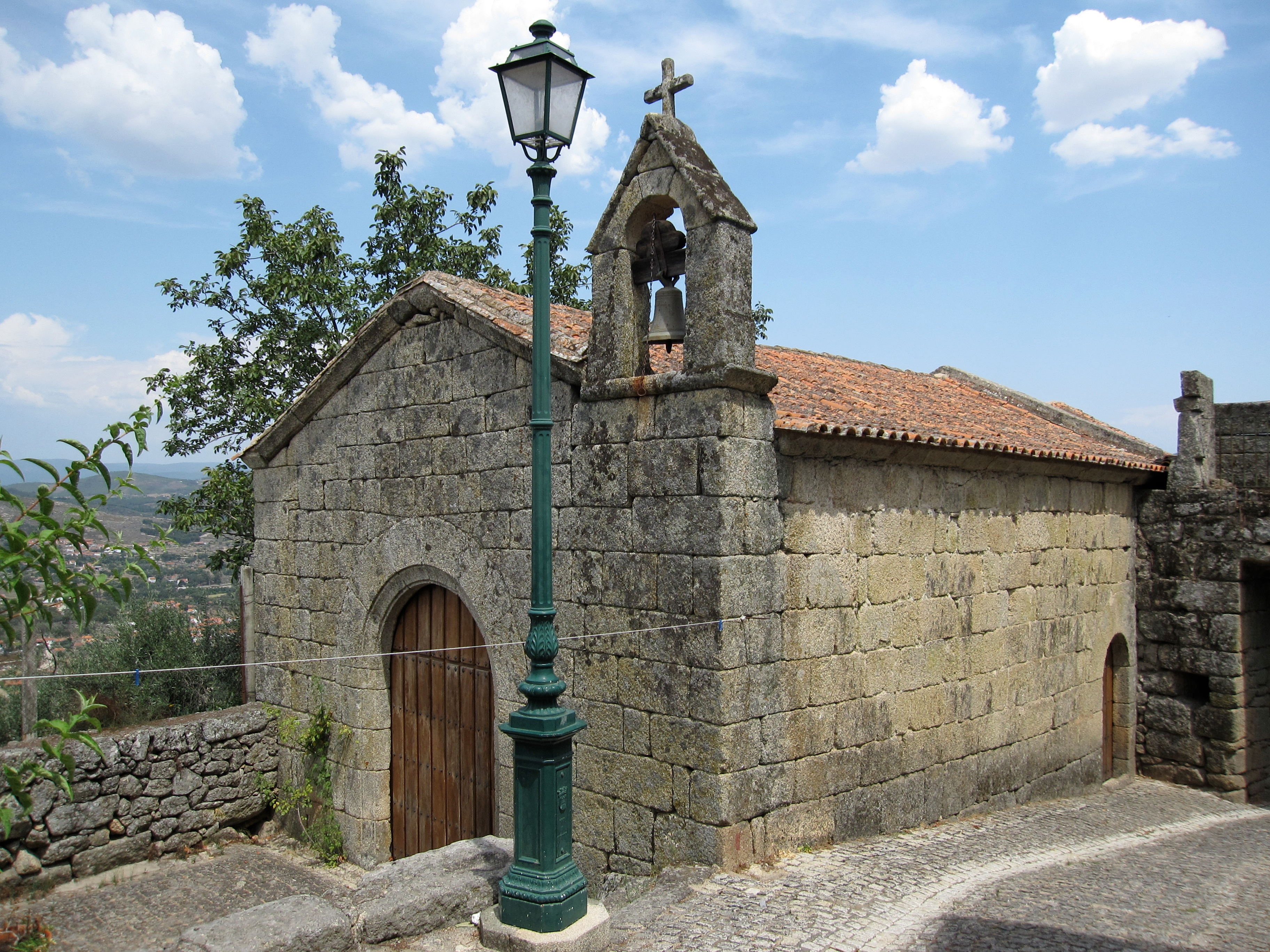
Capella d'Espírito Santo
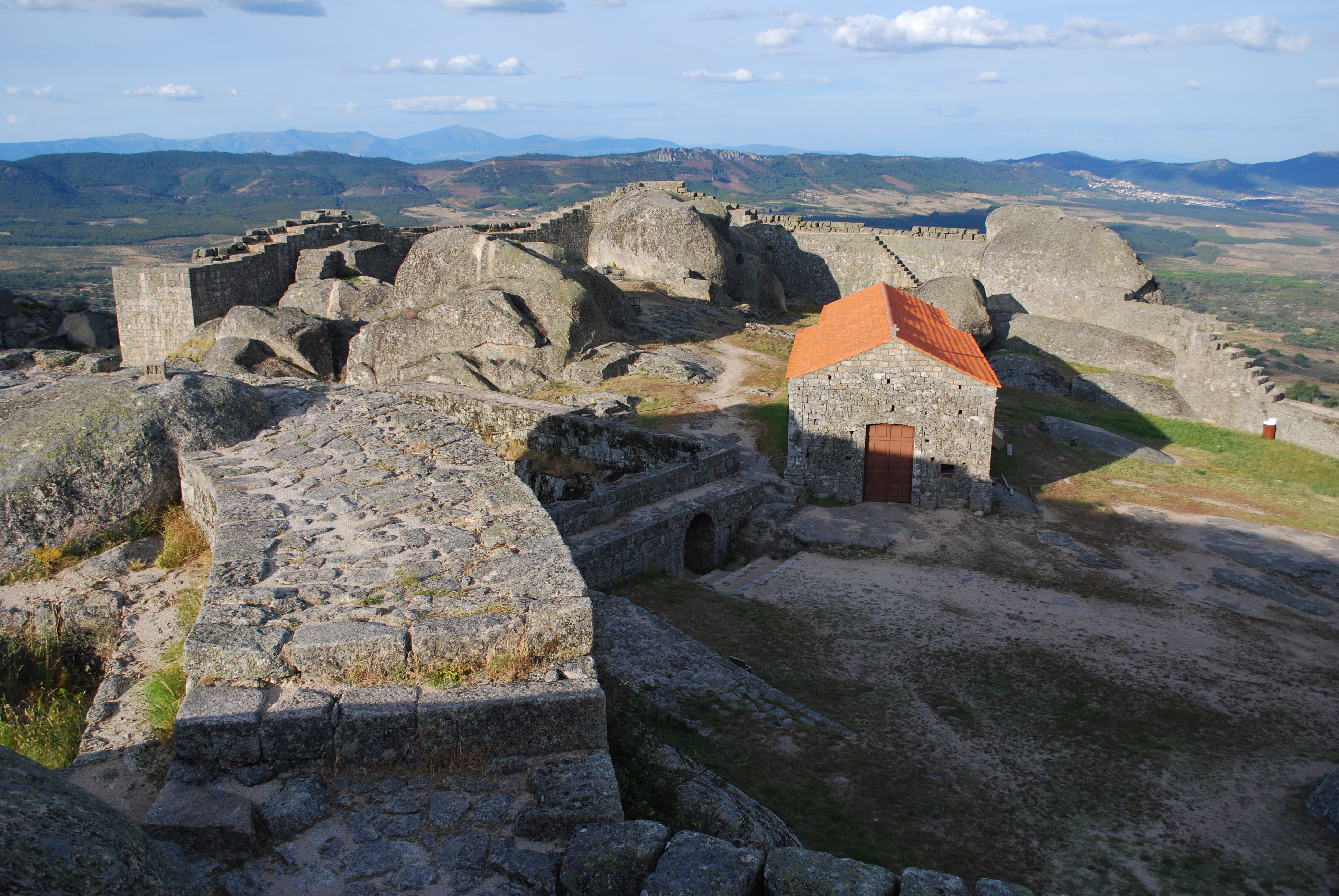
Capella de Santa Maria del Castelo
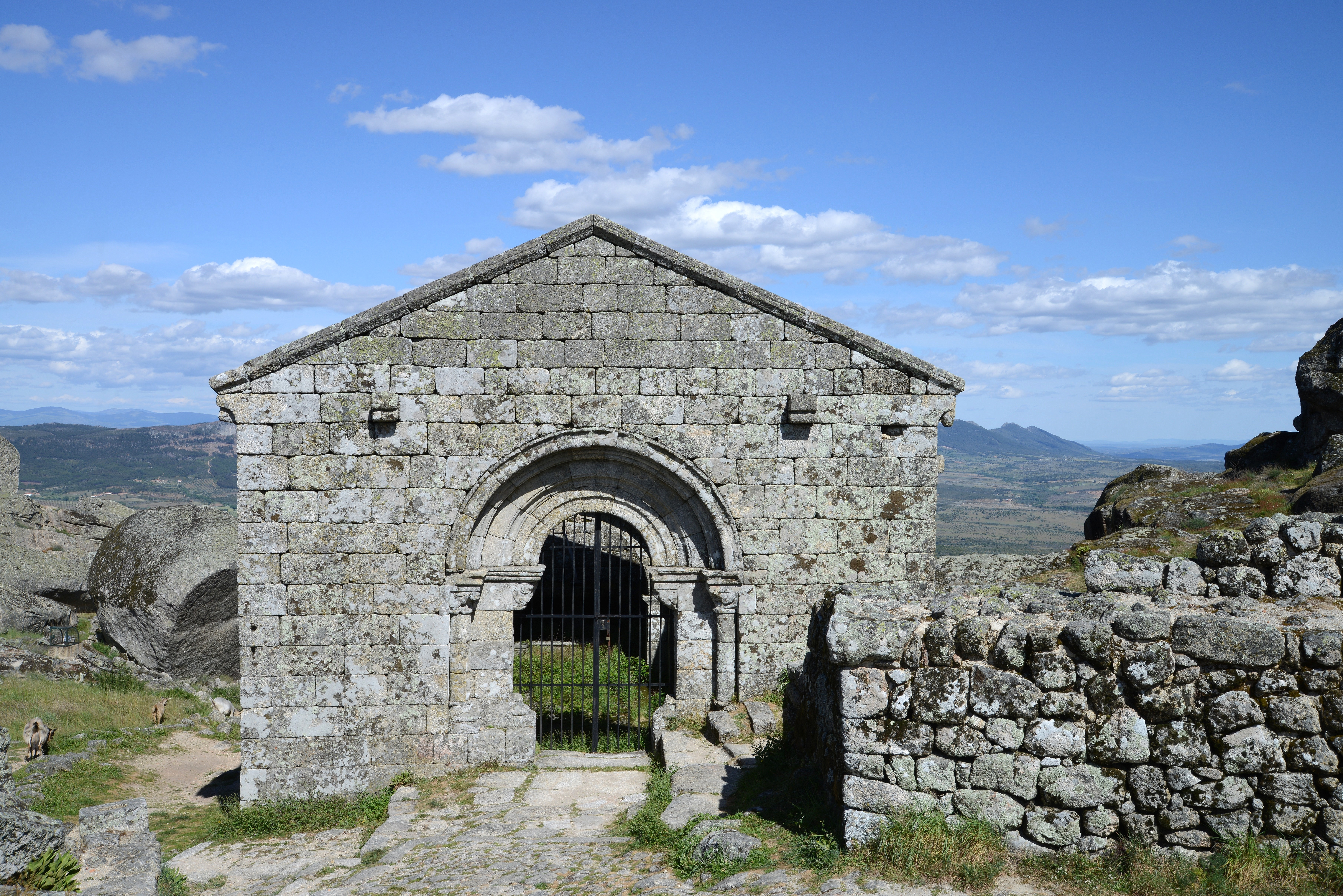
Capella de São Miguel do Castelo
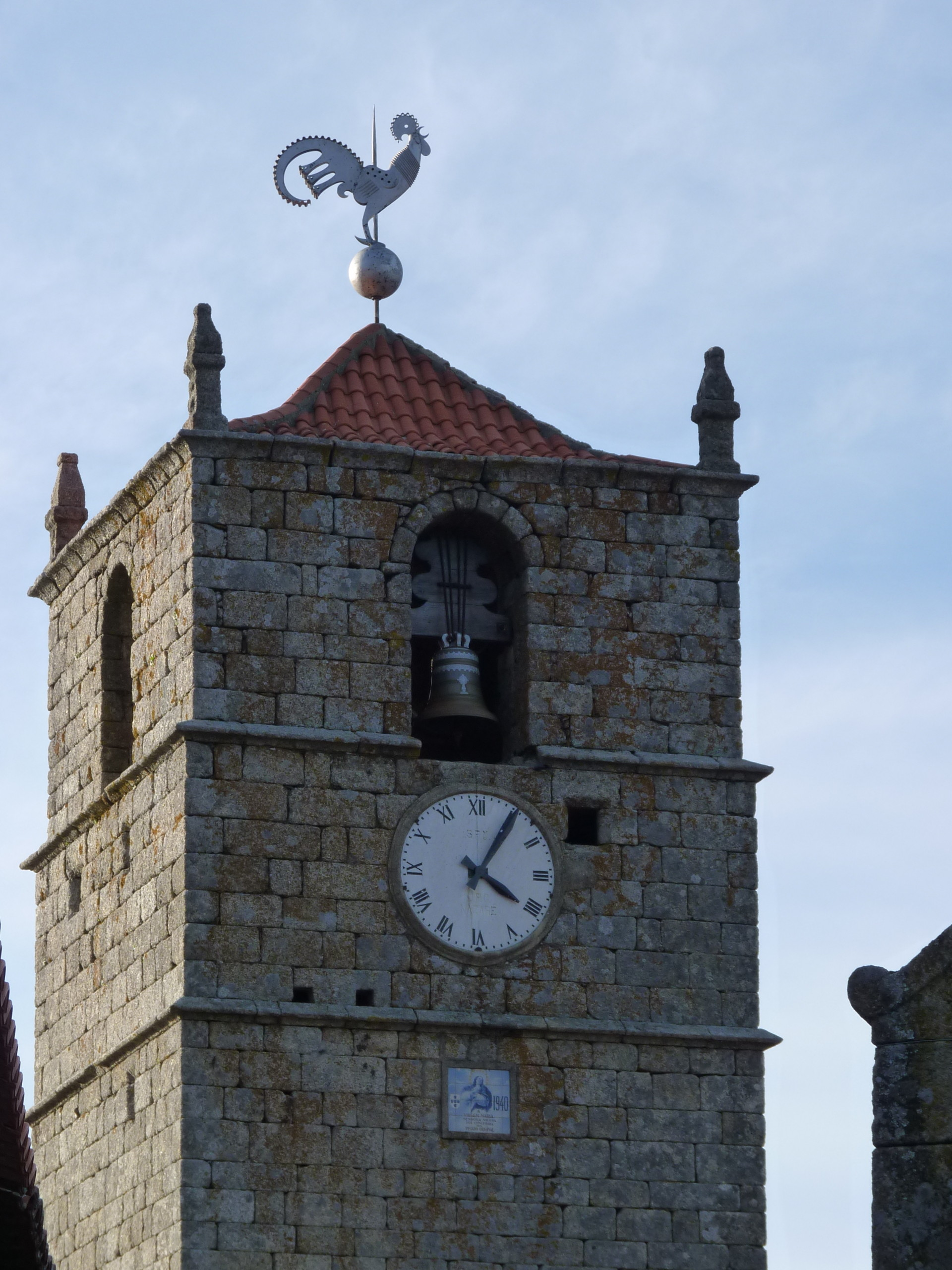
La Torre de Lucano (o Torre del Rellotge de Monsanto).

| Població de la freguesia de Monsanto | Població de la freguesia de Monsanto | Població de la freguesia de Monsanto | Població de la freguesia de Monsanto | Població de la freguesia de Monsanto | Població de la freguesia de Monsanto | Població de la freguesia de Monsanto | Població de la freguesia de Monsanto | Població de la freguesia de Monsanto | Població de la freguesia de Monsanto | Població de la freguesia de Monsanto | Població de la freguesia de Monsanto | Població de la freguesia de Monsanto | Població de la freguesia de Monsanto | Població de la freguesia de Monsanto |
| ------------------------------------ | ------------------------------------ | ------------------------------------ | ------------------------------------ | ------------------------------------ | ------------------------------------ | ------------------------------------ | ------------------------------------ | ------------------------------------ | ------------------------------------ | ------------------------------------ | ------------------------------------ | ------------------------------------ | ------------------------------------ | ------------------------------------ |
| 1864                                 | 1878                                 | 1890                                 | 1900                                 | 1911                                 | 1920                                 | 1930                                 | 1940                                 | 1950                                 | 1960                                 | 1970                                 | 1981                                 | 1991                                 | 2001                                 | 2011                                 |
| 1 746                                | 1 853                                | 2 057                                | 2 574                                | 2 886                                | 2 704                                | 3 078                                | 3 689                                | 3.846                                | 3.541                                | 2.691                                | 1.951                                | 1.443                                | 1.160                                | 829                                  |

## Personalitats
- Fernando Namora